# Горор-панк
Горор-панк (англ. Horror punk) — піджанр панк-року, з'явився в кінці 1970-х років у США, з утворенням групи The Misfits, і змішуючий тексти і імідж, почерпнуті в науково-фантастичних і горор-фільмах, з музичною основою раннього панк-року, ду-вопу і, меншою мірою, рокабілі.
Групи, які грають горор-панк використовують у своїй ліриці образи надприродних істот (вампіри, зомбі, перевертні, примари), страшні історії, часто зустрічаються відсилання до фільмів жахів, все це не без гумору. Горор-панк є процвітаючим андеграундним жанром з шанувальниками в різних частинах світу і зі своїми музичними фестивалями, такими як Fiend Fest. Неоціненний внесок у розвиток стилю, і субкультури в цілому, вніс німецький лейбл FiendForce Records.
У Європі вважається, що як самостійний стиль горор-панк, з'явився на початку 2000-х років у Німеччині, в силу популярності звучання і стилю, який був принесений, найбільшим чином, поновленої групою The Misfits, і їх альбомами American Psycho і Famous Monsters.
У Росії напрям представляють частково «Сектор Газа» і «Король и Шут», пісні яких — короткі казки-«страшилки», зазвичай містичні або історичні.. У текстах їх пісень часто фігурують вампіри, зомбі, перевертні та інша нечиста сила.

## Групи, які грають горор-панк
- Balzac
- Blitzkid[de]
- Bloodsucking Zombies from Outer Space
- Calabrese[en]
- Crimson Ghosts
- DieMonsterDie[en]
- Doyle
- Dr. Chud's X-Ward[en]
- Gorgeous Frankenstein[en]
- Frankenstein Drag Queens from Planet 13
- Haunted House
- The Hyde
- The Misfits
- Mister Monster
- Murderdolls
- Night of Samhain
- The Other (band)[en]
- Samhain (band)[en]
- Schoolyard Heroes[en]
- Son of Sam
- The Spookshow[de]
- Король и Шут
- The Dead Friends
- Rob Zombie
- Wednesday 13

## Український горор-панк
- Синдром Котара
- Розум Зник (гурт)
- Blacklight plague
- Coffin Monsters
- Igelkott
- The Night
- Hellfire Sox
- When Alice Broke The Mirror
- ZATON
- Розум зник